# ريتشارد كيز
ريتشارد كيز (بالإنجليزية: Richard Keyes)‏ هو رسام أمريكي، ولد في 19 أكتوبر 1930، وتوفي في 27 أغسطس 2012.